# Retroelphidium
Retroelphidium es un género de foraminífero bentónico considerado un sinónimo posterior de Cribroelphidium de la subfamilia Elphidiinae, de la familia Elphidiidae, de la superfamilia Rotalioidea, del suborden Rotaliina y del orden Rotaliida. Su especie tipo era Elphidium longipontis. Su rango cronoestratigráfico abarca desde el Mioceno hasta la Actualidad.

## Clasificación
Retroelphidium incluía a las siguientes especies:
- Retroelphidium anabarense
- Retroelphidium angulatum
- Retroelphidium gudinae
- Retroelphidium hughesi
- Retroelphidium incertum
- Retroelphidium lister
- Retroelphidium longipontis
- Retroelphidium ondulatum
- Retroelphidium ornatissimum
- Retroelphidium provisum
- Retroelphidium shochinae
  - Retroelphidium shochinae chanicum
- Retroelphidium subumlilicatum